# Coraline (film)
Coraline (2009) este un film american de animație de fantezie întunecată scris și regizat de Henry Selick pe baza unei nuvele omonime a lui Neil Gaiman. Dakota Fanning interpretează vocea personajului titular.

## Prezentare
Filmul spune povestea personajului său titular care a descoperit un univers paralel idealizat în spatele unei uși secrete în noua ei casă, fără să știe că acesta conține un secret întunecat și sinistru.

## Distribuție
- Dakota Fanning - Coraline Jones.
- Teri Hatcher - Mel Jones și The Beldam.
- Jennifer Saunders - April Spink și omologul ei din altă lume.
- Dawn French - Miriam Forcible și omologul ei din altă lume.
- John Hodgman - Charlie Jones și Celălalt Tată.
  - John Linnell - vocea cântătoare a celuilalt Tată.
- Robert Bailey Jr. - Wyborne „Wybie” Lovat.
- Keith David - Pisica.
- Ian McShane - Serghei Alexander Bobinsky și omologul său din Cealaltă Lume.
- Carolyn Crawford - doamna Lovat.
- Aankha Neal, George Selick și Hannah Kaiser - copiii fantomă.
- Marina Budovsky și Harry Selick - prietenii lui Coraline din Pontiac, Michigan.